# Кафява червейница
Кафява червейница (Leiothlypis peregrina) е вид птица от семейство Parulidae. Видът е незастрашен от изчезване.

## Разпространение
Разпространен е в Аруба, Бахамски острови, Белиз, Бермудски острови, Канада, Кайманови острови, Колумбия, Коста Рика, Куба, Доминиканска република, Еквадор, Салвадор, Френска Гвиана, Гваделупа, Гватемала, Хаити, Хондурас, Мексико, Никарагуа, Панама, Сен Пиер и Микелон, Търкс и Кайкос, САЩ и Венецуела.